# クラブ・デ・クロクール・ドゥ・ショコラ
クラブ・デ・クロクール・ドゥ・ショコラ（Club des Croqueurs de Chocolat）は、フランスで1981年に発足したショコラ愛好家による会。略称はCCC（セーセーセー）。チョコレートをかじる人たちのクラブを意味する。
評価基準について一定の基準はないが、フランス国内外のショコラトリー、パティスリー約150社以上から事前にショコラの出品を募り、「味」「デザイン」などいくつかの独自の基準で評価する。
また、年ごとに様々な名称・意味合いの賞（アワード）がショコラティエに与えられ、パリで誕生した世界最大級のチョコレートの祭典「サロン・デュ・ショコラ（SDC）」の開催に合わせて、毎年発表される。
なお、審査員は、文化人、弁護士など、総勢150人に及ぶ会員の中から、20名程度の当番審査員が選ばれ、審査を行う。